# Susanne Wenzel

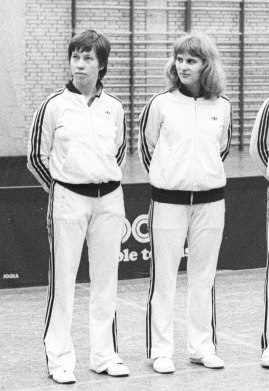
Susanne Wenzel (re.) neben Kirsten Krüger (1981)

Susanne Wenzel (* 12. August 1963 in Kronshagen) war in den 1980er Jahren eine der stärksten deutschen Tischtennisspielerinnen.

## Werdegang
Susanne Wenzel stand zunächst im Schatten ihrer älteren Schwester Sabine. 1976 unterlag sie ihr im Endspiel um die deutsche Schülermeisterschaft. Ein Jahr später gewann sie dann den Titel und war somit die bis dahin jüngste Siegerin in dieser Disziplin. In der Folgezeit wurde sie noch stärker und gehörte zu den besten deutschen Tischtennisspielerinnen. 1979 und 1981 gewann sie die Jugend-Europameisterschaft im Mixed mit Jürgen Rebel.
Sie wurde dreimal deutsche Meisterin im Einzel, fünfmal im Doppel und zweimal im Mixed. Drei Deutsche Mannschaftsmeisterschaften und vier Siege bei Bundesranglistenturnieren sind weitere Erfolge; 1984 gab sie im Bundesranglistenturnier keinen einzigen Satz ab. 1986 gewann sie mit der deutschen Mannschaft bei der Europameisterschaft Bronze.
Zwischen 1982 und 1986 wurde sie 40 mal zu Länderspielen eingeladen. Erstmals kam sie im September 1982 im Europaliga-Spiel gegen die CSSR zum Einsatz, wo sie im Mixed unterlag. Nach der Europameisterschaft 1986 erklärte sie ihren Rücktritt aus der Nationalmannschaft. 1983 und 1984 wurde sie vom DTTB als Spielerin des Jahres geehrt.
Zwischendurch spielte sie von 1987 bis 1991 für Luxemburg.

## Sportliche Erfolge
- Erfolge in der Jugend
  - Deutsche Schüler-Meisterschaften
    - 1976 Atzbach: 2. Platz Einzel
    - 1977 Hösbach: 1. Platz Einzel, 1. Platz Doppel (mit Gabi Kirschner)
    - 1977 Berlin: 1. Platz Einzel, 1. Platz Doppel (mit Andrea Gutknecht)

  - Bundesranglistenturniere Schüler
    - 1977 Altbach: 1. Platz
    - 1978 Ahlem: 1. Platz

  - Deutsche Jugend-Meisterschaften
    - 1977 Raunheim: 1. Platz Einzel, 2. Platz Doppel (mit Ingrid Schröder)
    - 1978 Wolfsburg: 1. Platz Einzel, 1. Platz Doppel (mit Angela Krey)
    - 1980 Bad Königshofen: 1. Platz Einzel, 1. Platz Doppel (mit Andrea Gutknecht)
    - 1981 Willstätt: 2. Platz Doppel (mit Andrea Gutknecht)

  - Bundesranglistenturniere Jugend
    - 1980 Kaufungen: 1. Platz

  - Europameisterschaften
    - 1979 Rom: 1. Platz Mixed (mit Jürgen Rebel)
    - 1981 Topolcany: 1. Platz Mixed (mit Jürgen Rebel), 3. Platz Doppel (mit Ildiko Bolvari)

  - Internationale Meisterschaften
    - 1979 Wolfsburg: 2. Platz Einzel, 2. Platz Mixed (mit Jürgen Rebel)
    - 1981 Kiel: 1. Platz Doppel (mit Ildiko Bolvari)

- Teilnahme an 4 Weltmeisterschaften
  - 1983 in Tokio: 10. Platz mit Damenteam
  - 1985 in Göteborg: 14. Platz mit Damenteam
  - 1987 in New Delhi für Luxemburg
  - 1989 in Dortmund für Luxemburg

- Teilnahme an 5 Europameisterschaften
  - 1982 in Budapest: 2. Platz mit Damenmannschaft
  - 1984 in Moskau: Achtelfinale im Einzel, 10. Platz mit Damenmannschaft
  - 1986 in Prag: 3. Platz mit Damenmannschaft
  - 1988 in Paris: Spiel für Luxemburg[6]
  - 1990 in Göteborg: Spiel für Luxemburg[7]

- Internationale Meisterschaften
  - 1978 Polen: 3. Platz Doppel (mit Ursula Haag)
  - 1980 Niederlande: 3. Platz Doppel (mit Anke Olschewski)
  - 1983 Wales: 1. Platz Mixed (mit Jürgen Rebel)
  - 1984 Duisburg: 3. Platz Doppel (mit Kirsten Krüger)
  - 1987 Schweden: 3. Platz Doppel (mit Nicole Struse)
  - 1988 Karlsruhe: 3. Platz Einzel

- Nationale deutsche Meisterschaften
  - 1980 in Hamburg: 3. Platz Einzel, 2. Platz Doppel (mit Anke Olschewski)
  - 1982 in Hannover: 3. Platz Einzel, 2. Platz Doppel (mit Anke Olschewski), 1. Platz Mixed (mit Jürgen Rebel)
  - 1983 in Münster: 1. Platz Einzel, 1. Platz Doppel (mit Anke Olschewski)
  - 1984 in Hannover: 1. Platz Einzel, 1. Platz Doppel (mit Anke Olschewski)
  - 1985 in Saarbrücken: 1. Platz Einzel, 1. Platz Doppel (mit Anke Olschewski), 1. Platz Mixed (mit Jürgen Rebel)
  - 1986 in Stadtallendorf: 2. Platz Einzel, 2. Platz Doppel (mit Anke Olschewski-Schreiber), 3. Platz Mixed (mit Jürgen Rebel)
  - 1987 in Berlin: 2. Platz Einzel, 1. Platz Doppel (mit Anke Olschewski-Schreiber)
  - 1988 in Duisburg: 4. Platz Einzel, 1. Platz Doppel (mit Anke Olschewski-Schreiber), 4. Platz Mixed (mit Jürgen Rebel)
  - 1989 in Böblingen: 2. Platz Doppel (mit Anke Olschewski-Schreiber)

- Bundesranglistenturniere
  - 1981 in Berlin: 2. Platz
  - 1982 in Kleve: 2. Platz
  - 1983 in Dautphetal: 1. Platz
  - 1984 in Willstätt: 1. Platz
  - 1985 in Geesthacht: 1. Platz
  - 1986 in Löhne: 1. Platz
  - 1987 in Kassel: 2. Platz
  - 1988 in Solingen: 2. Platz

- Deutsche Mannschafts-Meisterschaft
  - 1979: 1. Platz mit TSV Kronshagen
  - 1983: 1. Platz mit TSV Kronshagen
  - 1985: 1. Platz mit ATSV Saarbrücken
  - 1988: 2. Platz mit Reinickendorfer Füchse

- Deutsche Pokalmeisterschaften
  - 1980 in Hagen: 1. Platz mit TSV Kronshagen
  - 1985 in Linden: 1. Platz mit ATSV Saarbrücken

- Ranglisten
  - 1984: 37. Platz in der ITTF-Weltrangliste
  - 1983 + 1986: 15. Platz europäischer Verband ETTU
  - 1983 + 1984: 1. Platz in der deutschen Rangliste

- Vereine
  -  ???? – 1974: TSV Kronshagen
  - 1974 – 1977: Holstein Kiel (Landesliga)[8]
  - 1977 – 1984: TSV Kronshagen
  - 1984 – 1987: ATSV Saarbrücken
  - 1987 – 1989: Reinickendorfer Füchse
  - 1989 – 1990: ATSV Saarbrücken[9]
  - 1990 – ????: TSV Betzingen
  - heute (2005): TSV Kronshagen

## Privat
Die Eltern von Susanne Wenzel waren für den Verein TSV Kronshagen aktiv. Ihr Vater, der Bauunternehmer Horst Wenzel, war früher Abteilungsleiter des Vereins. Sie hat noch einen älteren Bruder und die ältere Schwester Sabine.

## Turnierergebnisse
| Verband | Veranstaltung                         | Jahr | Ort        | Land | Einzel       | Doppel       | Mixed        | Team |
| ------- | ------------------------------------- | ---- | ---------- | ---- | ------------ | ------------ | ------------ | ---- |
| FRG     | Europameisterschaft                   | 1984 | Moskau     | URS  | letzte 16    |              |              |      |
| FRG     | Europameisterschaft                   | 1982 | Budapest   | HUN  |              |              |              | 2    |
| FRG     | Jugend-Europameisterschaft (Junioren) | 1981 | Topolcany  | TCH  |              |              | Gold         |      |
| FRG     | Jugend-Europameisterschaft (Junioren) | 1979 | Roma       | ITA  |              |              | Gold         |      |
| FRG     | Weltmeisterschaft                     | 1991 | Chiba City | JPN  | keine Teiln. | keine Teiln. | keine Teiln. | 27   |
| FRG     | Weltmeisterschaft                     | 1991 | Chiba City | JPN  | keine Teiln. | tes          | keine Teiln. | 27   |
| FRG     | Weltmeisterschaft                     | 1991 | Chiba City | JPN  | test         | keine Teiln. | keine Teiln. | 27   |
| FRG     | Weltmeisterschaft                     | 1991 | Chiba City | JPN  | test         | tes          | keine Teiln. | 27   |
| LUX     | Weltmeisterschaft                     | 1989 | Dortmund   | FRG  | letzte 64    | letzte 64    | letzte 128   | 27   |
| LUX     | Weltmeisterschaft                     | 1987 | New Delhi  | IND  | letzte 32    | letzte 64    | letzte 128   |      |
| FRG     | Weltmeisterschaft                     | 1985 | Göteborg   | SWE  | letzte 64    | Qual         | letzte 32    | 14   |
| FRG     | Weltmeisterschaft                     | 1983 | Tokio      | JPN  | letzte 64    | letzte 32    | letzte 64    | 10   |